# Metoda środka ciężkości
Metoda środka ciężkości – umożliwia wyznaczenie lokalizacji pod magazyn. Metoda takowa wykorzystuje położenie poszczególnych punktów nadania i odbioru. Najczęściej w tym celu wspieramy się współrzędnymi geograficznymi. Na otrzymany wynik ma również wpływ wielkość podaży i popytu poszczególnych punktów sieci.

## Wersja popytowa
{\displaystyle x={\frac {\sum D(x)}{\sum (x)}}={\frac {M_{1}X_{1}+M_{2}X_{2}+M_{3}X_{3}+\ldots +M_{N}X_{N}}{M_{1}+M_{2}+M_{3}+\ldots +M_{N}}}}

{\displaystyle y={\frac {\sum D(y)}{\sum (y)}}={\frac {M_{1}Y_{1}+M_{2}Y_{2}+M_{3}Y_{3}+\ldots +M_{N}Y_{N}}{M_{1}+M_{2}+M_{3}+\ldots +M_{N}}}}

## Wersja popytowo-podażowa
{\displaystyle x={\frac {\sum d(x)+\sum D(x)}{\sum (x)+\sum (X)}}={\frac {M_{D}X_{D}+M_{1}X_{1}+M_{2}X_{2}+M_{3}X_{3}+\ldots +M_{N}X_{N}}{M_{D}+M_{1}+M_{2}+M_{3}+\ldots +M_{N}}}}

{\displaystyle y={\frac {\sum d(y)+\sum D(Y)}{\sum (y)+\sum (Y)}}={\frac {M_{D}Y_{D}+M_{1}Y_{1}+M_{2}Y_{2}+M_{3}Y_{3}+\ldots +M_{N}Y_{N}}{M_{D}+M_{1}+M_{2}+M_{3}+\ldots +M_{N}}}}
gdzie:
{\displaystyle X_{n},} {\displaystyle Y_{n}} – współrzędne geograficzne podmiotów, które są brane pod uwagę w analizie,
{\displaystyle M_{d}} – wielkość podaży,
{\displaystyle M_{n}} – masa towarowa.